# 本杰明-博纳-马奥尼方程
本杰明 - 博纳 - 马奥尼方程(Benjamin–Bona–Mahony equation)是本杰明、博纳和马奥尼在1972年模拟流体力学中小振幅长波的非线性偏微分方程：
{\displaystyle u_{t}+u_{x}+uu_{x}-u_{xxt}=0.\,}

## 行波解

Benjamin–Bona–Mahony equation animation

BBM 方程有行波解.

{\displaystyle u(x,t)=-{\frac {8*_{C}2^{2}*_{C}3+_{C}3+_{C}2}{_{C}2}}+12*_{C}2*_{C}3*tanh(_{C}1+_{C}2*x+_{C}3*t)^{2}}
参数：  _C3 = 5, _C2 =5，, _C1 = 5；